# توم نوتال
توم نوتال (بالإنجليزية: Tom Nuttall)‏ (1889 ببولتن في المملكة المتحدة - 1 أكتوبر 1963) هو لاعب كرة قدم بريطاني (وحمل سابقاً جنسية المملكة المتحدة لبريطانيا العظمى وأيرلندا) في مركز مهاجم داخلي. لعب مع مانشستر يونايتد ونادي إيفرتون.